# Messeturm Köln
Le Messeturm Köln (Tour de la Foire de Cologne) est un immeuble de 80 mètres de haut situé à Cologne, en Allemagne . Son dernier étage abritait un restaurant, désormais fermé.
La tour tire son nom des grands salles d'exposition des foires de Cologne (Messen) qui ont lieu à proximité. Les salles ouvrent avec la première foire le 11 mai 1924, puis la construction de la tour débute en 1927, et elle ouvre avec la foire du 12 mai 1928. La tour et les salles sont construites sur les rives du Rhin dans le quartier Köln-Deutz, juste en face de la cathédrale de Cologne.

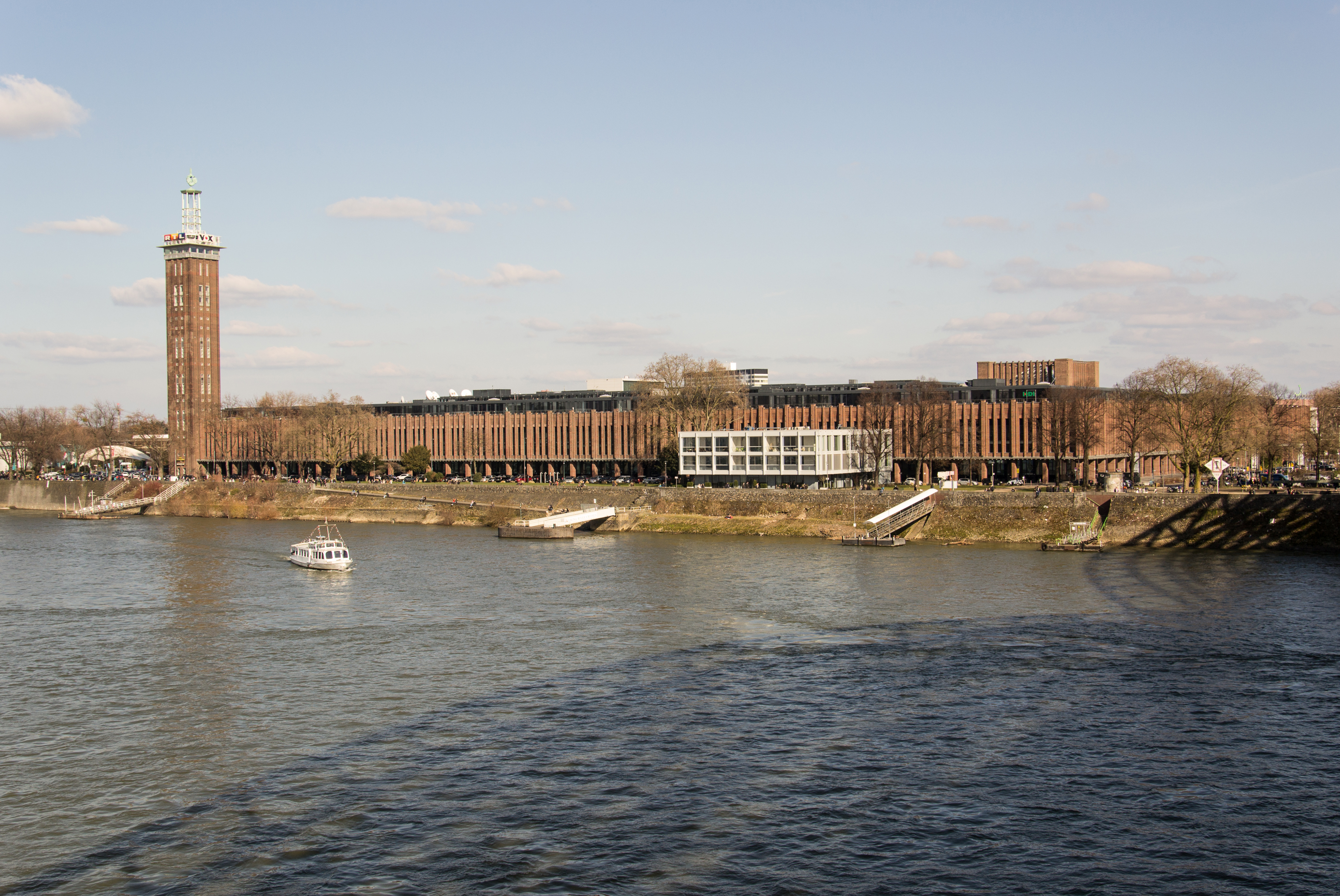
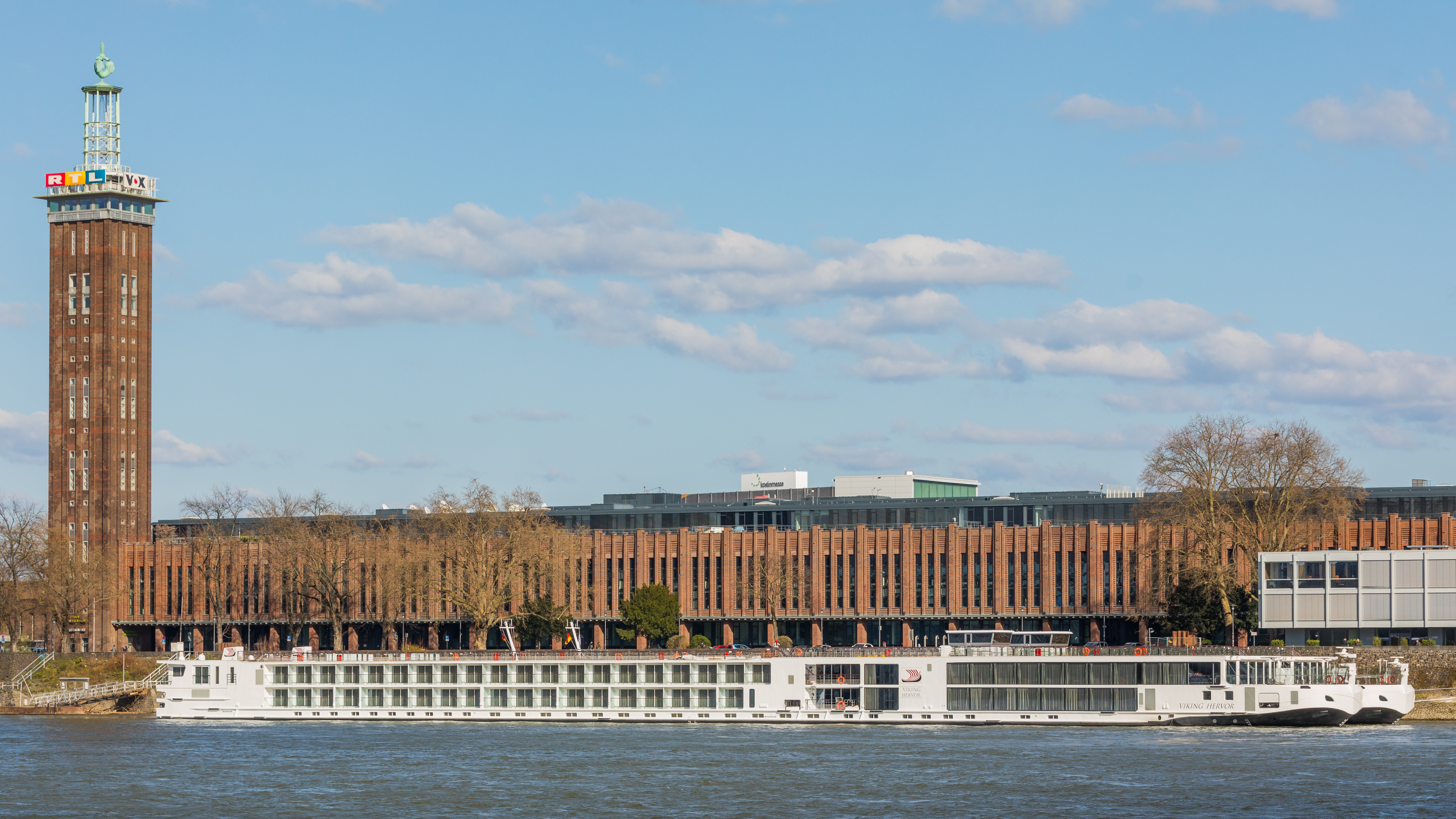
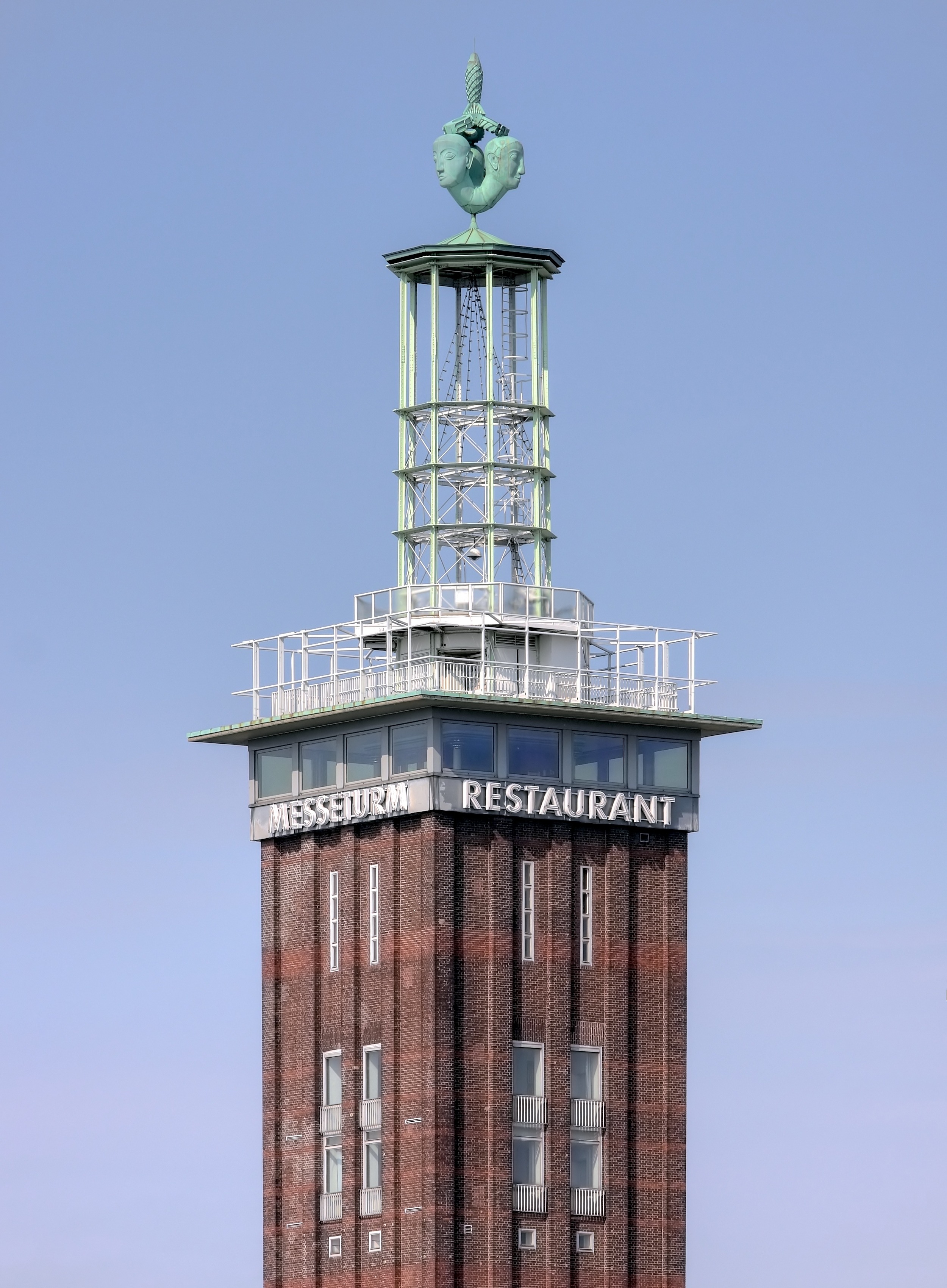
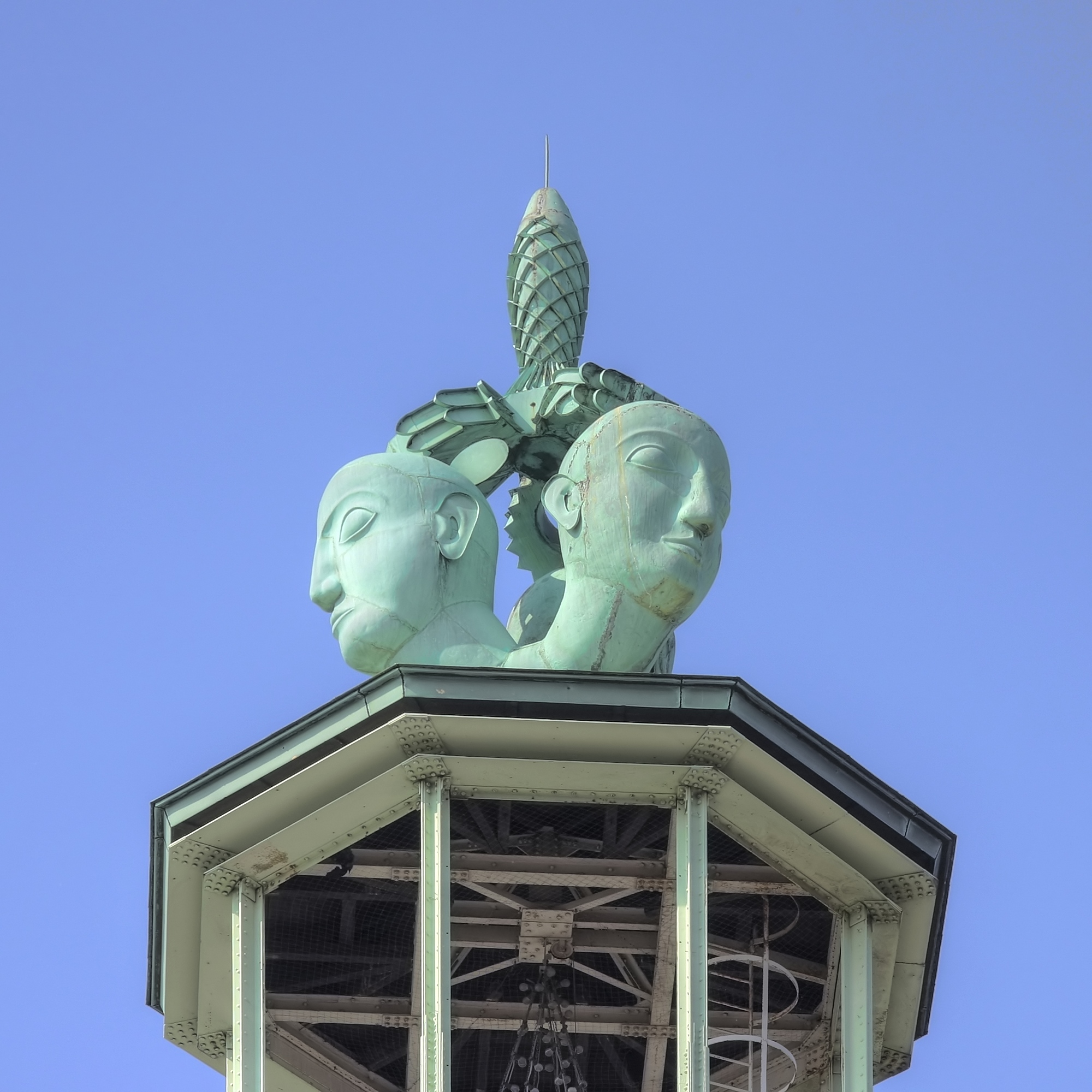
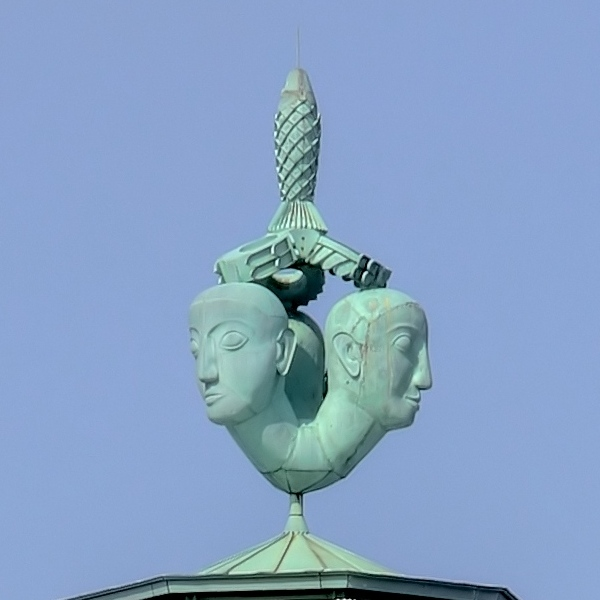